# Daniel Inouye
Daniel Ken "Dan" Inouye mais conhecido como Daniel Inouye 建: 井上 japonês, (Honolulu, 7 de setembro de 1924 – Bethesda (Maryland), 17 de dezembro de 2012) foi um político e advogado americano que foi senador dos Estados Unidos pelo estado do Havaí. Foi senador desde 1963 e era o membro mais antigo, falecendo 17 dias antes de completar 50 anos de serviço no Senado americano. Serviu como presidente pro tempore do Senado dos Estados Unidos. Tem representado continuamente o Havaí no Congresso desde a criação deste estado, em 1959. Foi o primeiro nipo-americano a servir na Câmara dos Representantes dos Estados Unidos e mais tarde o primeiro do  Senado. Também é detentor da Medalha de Honra.
Inouye é o segundo senador com mais tempo de permanência no senado, atrás de Robert Byrd, que serviu entre 1959 e 2010.

## Bibiografia
Nascido em 7 de setembro de 1924, na capital do Havaí, Honolulu, era filho (nissei) de descendentes de japonêses de primeira geração (issei), filho de Kame (née Imanaga) e Inouye Hyotaro.

### Carreira política
Inouye iniciou sua carreira como membro da câmara dos representantes pelo distrito at-large do Havaí, em 1959, cargo qual permaneceu até 1963, quando foi eleito senador do Havaí, após a morte do senador Robert Byrd, Inouye se tornou presidente pro-tempore do senado, e está como em 3º lugar na linha de sucessão presidencial.

### Vida pessoal
Inouye foi casado durante 57 anos com Maggie, até a data de sua morte em 13 de março de 2006. Em maio de 2008 casou-se com Irene Hirano, Inouye é 24 anos mais velho que Hirano. Inouye tem um filho, Kenny. Faleceu em 17 de dezembro de 2012.